# Санта-Крус-да-Витория
Санта-Крус-да-Витория (порт. Santa Cruz da Vitória)  —  муниципалитет в Бразилии, входит в штат Баия. Составная часть мезорегиона Юг штата Баия. Входит в экономико-статистический микрорегион Ильеус-Итабуна. Население составляет 7296 человек на 2006 год. Занимает площадь 250,035 км². Плотность населения — 29,2 чел./км².
Праздник города — 5 июля.

## Статистика
- Валовой внутренний продукт на 2003 год составляет 19 639 047,00 реалов (данные: Бразильский институт географии и статистики).
- Валовой внутренний продукт на душу населения на 2003 год составляет 2738,29 реалов (данные: Бразильский институт географии и статистики).
- Индекс развития человеческого потенциала на 2000 год составляет 0,609 (данные: Программа развития ООН).